# Deacon Blues
«Deacon Blues» — песня, написанная Уолтером Беккером и Дональдом Фейгеном в 1976 году и записанная их группой Steely Dan в 1977 году для альбома Aja. Песня достигла 19-й строчки в хит-параде Billboard Hot 100 и 17-й позиции на U.S. Cash Box Top 100 в июне 1978 года. Она также добралась до 40 номера на Easy Listening chart. В Канаде сингл добрался до 14-й позиции и держался там на протяжении двух недель, а также до 20 позиции на Adult Contemporary.

## История
Большая часть песни была написана в доме Фейгена в Малибу and was prompted by his observation that "... если бы колледж футбольная команда, например University of Alabama имела бы напыщенное название вроде 'Crimson Tide', то тогда ботаники и неудачники тоже должны иметь право на грандиозные имена". Главный герой песни был описан Фейгеном как "автобиографический в том плане, что он отображал ранние мечты Фейгена и Беккера о становлении джаз музыкантами, когда они ещё жили в пригороде". Описанный Беккером как "неудачник", в темах песни отражены "... a broken dream of a broken man living a broken life".
Касательно оригинального названия песни, Фейген заявил: "В то время, был a lineman with the Los Angeles Rams и the San Diego Chargers, Дикон Джонс. Нас нельзя было назвать серьёзными футбольными болельщиками, но имя Дикона Джонса часто мелькало в новостях в 60-х — начала 70-х годов и нам нравилось как оно звучало. Слово также состоит из двух слогов, что очень легко произносится, как 'Кримсон'. Название песни не имеет никакого отношения к Wake Forest's Demon Deacons или любой другой команде с отрицательной статистикой. С единственным Диконом с которым я был знаком в то время, был футболист Дикон Джонс".

## Процесс записи песни
"Deacon Blues" была записана на студии Village Recorders в восточном Лос-Анджелесе. Джазовый гитарист Ларри Карлтон воспользовался демо-записями песни Фейгена для написания аранжировки из аккордов в ритм секцию, на которой Карлтон играет на гитаре в начале песни. Саксофонист Том Скотт написал трубные аранжировки не только для песни "Deacon Blues", но и для всех песен с альбома Aja, он управился с этим заданием меньше чем за две недели. После того как песня была записана, Беккер и Фейген решили добавить соло партию на саксофоне. Они попросили их продюсера Гари Каца договориться с Питом Кристилибом, чтобы он сыграл эту партию. В то время ни Веккер, ни Фейген не знали Кристлиба по имени, но знали его репутацию, как музыканта на шоу Джонни Карсона Tonight Show. Кристлиб пришел однажды в студию и записал соло партию, после
Christlieb went to the studio and recorded the solo after taping the show one evening.
"Они сказали мне сыграть то, что я чувствую. Эй, я джаз музыкант, именно так я всегда и делаю ... так вот я записал своё первое соло ... мы его прослушали и они сказали: оно замечательное. Я записал его ещё раз и

They told me to play what I felt. Hey, I'm a jazz musician, that's what I do ... so I recorded my first solo ... we listened back and they said it was great. I recorded a second take and that's the one they used. I was gone in a half hour. The next thing I know I'm hearing myself in every airport bathroom in the world." 

## Успех и наследие
"Deacon Blues" была выпущена на альбоме 1977 года Aja, который добрался до 3 строчки в хит-параде Billboard и продержался там на протяжении семи недель. Песня стала пятой песней группы, попавшей в двадцатку лучших песен на хит-параде Billboard Hot 100 в США, она добралась до 19 строчки в 1978 году. "Deacon Blues" держалась в топ 40 на протяжении восьми недель. В интервью-беседе AOL с Беккер от 1994 года, кто-то спросил его о вдохновении песни и он ответил: "Песня стала результатом хорошего настроения, в котором мы пребывали в тот момент", а позже добавил: "... Я помню ту ночь, когда мы сводили эту песню, понимая, что она по-настоящему хорошая, нам хотелось слушать её снова и снова, что конечно было невозможно".
"Существует много песен о кризисе среднего возраста, но только песню "Deacon Blues" группы Steely Dan можно назвать самой мелодичной и экзистенциальной." – The Wall Street Journal
"Одну вещь которую мы делали на "Deacon Blues" и на всех других наших песнях: мы никогда не пытались соответствовать массовому рынку. Мы писали все эти песни для себя и продолжаем это делать." – Дональд Фейген
Шотландский поп/рок группа Deacon Blue взяла своё название из этой песни. В книге Уильяма Гибсона «Мона Лиза Овердрайв» появляется банда под названием Deacon Blues.

## Участники записи
- Уолтер Беккер – бас
- Дональд Фейген – синтезатор, вокал
- Ларри Карлтон и Ли Ритенаур – гитара
- Дин Паркс – акустическая гитара
- Пит Кристлиб – тенор-саксофон
- Виктор Фельдман – электропианино
- Бернард "Красивый" Пурди – ударные
- Венетта Филдс – подпевка
- Клайди Кинг – подпевка
- Шерли Мэтьюз – подпевка